# Robert Muller
Robert Muller (geboren 1. September 1925 in Hamburg; gestorben 27. Mai 1998 in London) war ein deutsch-britischer Autor, Drehbuchautor und Journalist.

## Leben und Wirken
Robert Müller kam als Sohn von Alfred Müller (1883–1970) in Hamburg zur Welt. Da sein Vater jüdischen Glaubens war, konnte er seinen Beruf als Bühnenbildner nach der Machtergreifung 1933 aufgrund eines Berufsverbots nicht mehr ausüben. Er arbeitete nur noch für den Jüdischen Kulturbund Hamburg. Robert Müller reiste mit einem ersten Kindertransport im Dezember 1938 nach London. Sein Vater und die Mutter folgten im April 1939. Robert Muller war später mit der britischen Schauspielerin Billie Whitelaw verheiratet.
Robert Muller schrieb ab 1945 als Redakteur für den US-Information-Service und berichtete aus Paris, München und Hamburg. Bis 1950 arbeitete er als Korrespondent der Zeitschrift Heute in London und von 1953 bis 1957 als Redakteur für die dort ansässige Picture Post. Ab 1957 verfasste er als freier Mitarbeiter insbesondere Theaterkritiken für die Daily Mail. Ab 1961 schrieb Muller als freier Autor insbesondere Drehbücher, von denen mehr als 100 Werke für Film und Fernsehen bekannt sind. Besonders herauszuheben ist dabei die Fernsehadaption des Romans Exil von Lion Feuchtwanger und die Verfilmung des Lebens Albert Schweitzers, die vier Teile umfasste und viel Beachtung fand. In dem Film Rothenbaumchaussee, der im Fernsehen ausgestrahlt wurde, behandelte er den Aufbau des NDR in seiner Geburtsstadt und die Stimmung in Deutschland nach dem Zweiten Weltkrieg. Zu seinem kommerziell erfolgreichsten Drehbuch entwickelte sich der Film Die Gentlemen bitten zur Kasse.
Die thematischen Schwerpunkt setzte Muller bei der Vertreibung aus dem Deutschen Reich und den Problemen, die sich aus seiner deutsch-jüdischen Herkunft und dem Leben in England ergaben. In seinem Roman The World That Summer von 1959, der 1960 in Deutschland unter dem Titel Die Welt in jenem Sommer erschien, beschrieb er das Leben des Hamburger Jungen Hannes Hacker zur Zeit der Olympischen Sommerspiele 1936, der fürchtete, dass seine nicht-arische Herkunft aufgedeckt werden könnte. Das Buch mit stark autobiografischen Einflüssen wurde 1993 in überarbeiteter Form neu aufgelegt. Eine Verfilmung von 1979 war mehrfach im Fernsehen zu sehen und erhielt mehrere Auszeichnungen.
Muller, der sich selbst als einen in „Hamburg verliebten Hamburger-Hasser“ bezeichnete, behandelte auch in seinen letzten Lebensjahren seine Erfahrungen aus der Zeit des Nationalsozialismus. 1992 schrieb er einen Zeitungsartikel mit dem Titel „Hamburger Luft als Lebenselixizier“, in dem er die Meinung äußerte, dass niemand „sein“ Hamburg mehr geliebt habe als die Hamburger Juden. Muller, der von sich selbst sagte: „Was ich bin, ist ein Flüchtlingskind. Das ist meine Identität“, schrieb im Auftrag des Thalia Theaters das Stück Der Unheimliche, in dem ein alter jüdischer Emigrant 50 Jahre nach seiner Ausreise erstmals wieder seine Geburtsstadt Hamburg besucht. Das 1997 vom Rowohlt Theaterverlag angenommene Werk wurde 2023 in der Württembergischen Landesbühne in Esslingen uraufgeführt.

## Werke (Auswahl)
- The World that summer. London : Eyre and Spottiswoode, 1959
  - Die Welt in jenem Sommer : Roman. Übersetzung Dorothea Gotfurt. Bern : Scherz 1960
- The lost diaries of Albert Smith. London, J. Cape, 1965

## Filmografie
- 1964: Die Strohpuppe
- 1964: Dschungel der Schönheit (The Beauty Jungle)
- 1966: Die Gentlemen bitten zur Kasse
- 1969: Ich bin ein Elefant, Madame
- 1971: Die Sonne angreifen
- 1972: Van der Valk und das Mädchen
- 1973: Van der Valk und die Reichen
- 1975: Van der Valk und die Toten
- 1979: Der Prinzregent
- 1980: Die Welt in jenem Sommer
- 1981: Exil
- 1982: Blut und Ehre – Jugend unter Hitler
- 1982: Ein Kleid von Dior
- 1983: Die wilden Fünfziger
- 1984: Weltuntergang
- 1987: Albert Schweitzer
- 1991: Rothenbaumchaussee